# Marta Rivera de la Cruz
Marta Rivera de la Cruz (Lugo, 4 de juny de 1970) és una escriptora, política i periodista espanyola en llengua castellana.

## Biografia
Nascuda el 4 de juny de 1970 a Lugo, és filla del periodista de Lugo Francisco Rivera Cela. Va estudiar periodisme a la Facultat de Ciències d'Informació de la Universitat Complutense de Madrid (1988-1993); allà mateix faria un postgrau. En aquesta època va integrar l'equip fundador de la revista literària electrònica Espéculo.
Va començar la seva carrera literària el 1996 amb  El refugi , que va resultar guanyadora del II Premi de Novel·la Curta Jove i Brillant. A partir de llavors, paral·lelament a seguir escrivint novel·les, ha publicat obres juvenils, contes i assajos, a més d'incursionar en el guió cinematogràfic. Les següents novel·les van obtenir alguns guardons rellevants: el Premi Ateneu Jove de Sevilla de Novel·la el 1998 per  Que vint anys no és res  -en la qual relatava la passió irrevocable que Luisa sent per un famós escriptor, Cósimo Herrera, vint anys més gran que ella-; amb  En temps de prodigis , va resultar finalista del Premi Planeta 2006, que dos anys després havia arribat per llavors una venda de 130.000 exemplars, convertint-se en una de les obres més populars dels últims anys.
Marta Rivera de la Cruz ha desenvolupat també activitats com a editora: va ser responsable de l'antologia  Contes clàssics de Nadal  (Espasa, 2003) i del llibre  La ciutat de les columnes,  de Alejo Carpentier ,  publicada el 2004 per la mateixa editorial i per al qual va escriure una introducció.
És professora d'escriptura creativa a l'escola de creació literària Hotel Kafka de Madrid i col·laboradora habitual de diversos mitjans, com ara   El País Semanal , el programa de ràdio  Al sud de la setmana  de la cadena COPE,  La Sexta noche  (2013-2014) i  Más vale tarde  (2013-2014) en la Sexta,  No ens mouran  i  al Tregui  a Castella-la Manxa Televisió (2013-actualitat) i  Un temps nou  a Telecinco (2014-2015).
És membre del partit Ciutadans-Partit de la Ciutadania.
Va contreure matrimoni a l'agost de 2017 amb Marcial Martelo de la Maza García, marquès d'Almeiras.
L'agost de 2019 va ser nomenada com a consellera de Cultura i Turisme del Govern de la Comunitat de Madrid presidit per Isabel Díaz Ayuso. Va prendre possessió del càrrec el 20 d'agost de 2019.

## Posicions polítiques
Va donar suport públicament al febrer de 2008 les tesi de Galícia Bilingüe, organització que va advocar per la derogació immediata del Decret 124/2007, que regulava l'aplicació de la  Llei 3/1983 de normalització lingüística  en l'entorn educatiu. Ha estat protagonista de diverses polèmiques ressentint, segons el seu punt de vista, d'haver estat marginada a Galícia per no escriure en gallec.